# 조지 쇼 (생물학자)

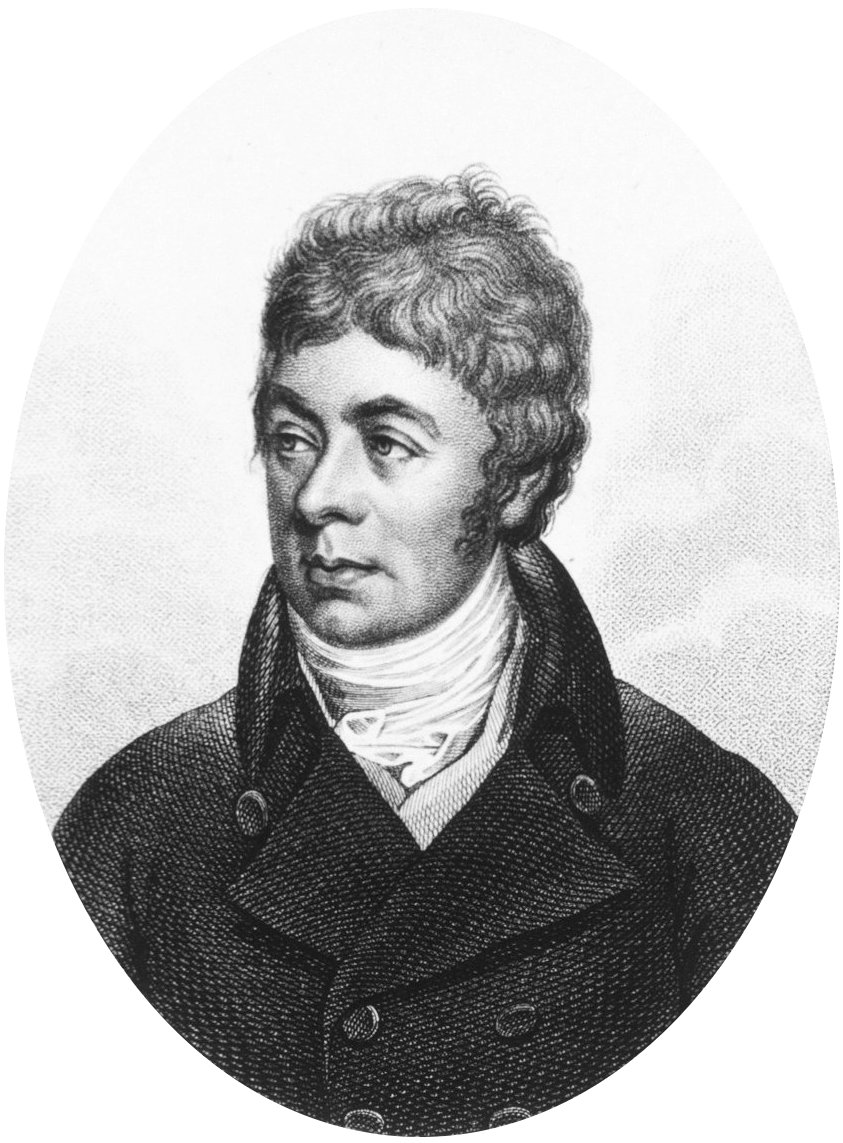
조지 쇼

조지 쇼(영어: George Shaw, 1751년 12월 10일 ~ 1813년 7월 22일)는 잉글랜드의 식물학자이자 동물학자이다.